# Serra de Sintra
La serra de Sintra, també coneguda com a Monte da Lua, és una serra dels municipis de Sintra i Cascais, a Portugal. Se situa a l'extrem occidental del continent europeu. Fa prop de 10 quilòmetres d'est a oest i aproximadament 5 km d'amplària, i el cim més alt en té una altitud de 528 m, a Cruz Alta, i una prominència topogràfica de 336 m i aïllament de 51.37 km.
És dins del Parc Natural de Sintra-Cascais. Conté una fauna riquíssima, com ara raboses, genetes, talps, salamandres, falcons pelegrins, vipèrids i diverses espècies de rèptils escatats. El clima n'és temperat amb influència oceànica i presenta per això una pluviositat superior en relació amb la restant àrea de la Gran Lisboa. En resulta també una vegetació única. Prop de nou-centes espècies de flora són autòctones i el 10% són endemismes. Algunes en són el Quercus, l'alzina surera i el pi pinyer.
A la serra de Sintra es troben: el Castell dos Mouros, el Palau de Pena, el Convent dos Capuchos, el Palau Nacional de Sintra, el Palau de Monserrate i la Quinta da Regaleira.